# Atympanophrys
Xenophrys là một chi thuộc họ Megophryidae trong bộ Anura, được tìm thấy ở Vân Nam, Trung Quốc.

## Các loài
- Atympanophrys gigantica (Liu, Hu & Yang, 1960).
- Atympanophrys shapingensis (Liu, 1950).

## Hình ảnh

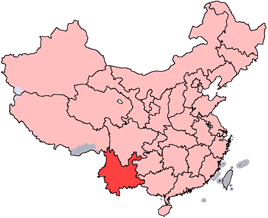
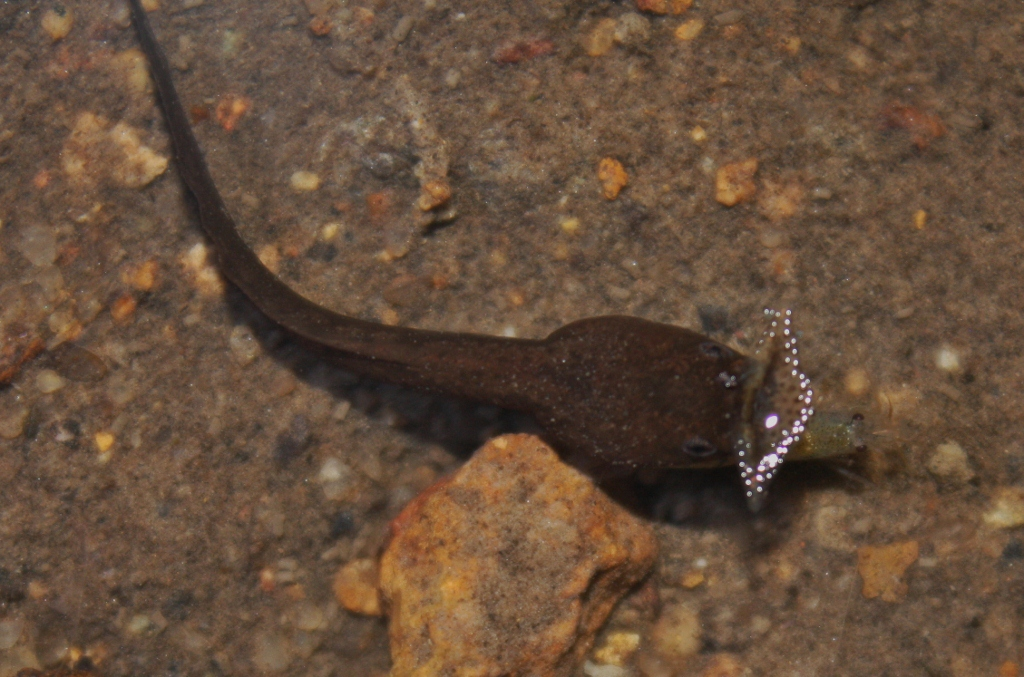